# 尖吻海鯰
尖吻海鯰，為輻鰭魚綱鯰形目海鯰科的其中一種。分布於亞洲緬甸毛淡棉附近的薩爾溫江，棲息在淡水或淡鹹水水域，體長可達26公分，可做為食用魚。

## 扩展阅读
維基物種上的相關：尖吻海鯰
1. ↑  Vidthayanon, C. . IUCN Red List of Threatened Species. 2012, 2012: e.T180710A1654543. doi:10.2305/IUCN.UK.2012-1.RLTS.T180710A1654543.en .